# رولز-رویس جم
رولز-رویس جم (به انگلیسی: Rolls-Royce Gem) یک موتور هواگرد ساختِ کارخانهٔ رولز-رویس لیمیتد در کشور بریتانیا است.